# 周潼
周潼，浙江嚴州府淳安縣人，明朝政治人物、進士出身。
洪武四年，會試五十三名，登進士三甲，授河南府偃師縣縣丞。